# Xeromelissa xanthorhina
Xeromelissa xanthorhina är en biart som först beskrevs av Toro 1997.  Xeromelissa xanthorhina ingår i släktet Xeromelissa och familjen korttungebin. Inga underarter finns listade i Catalogue of Life.